# Idiocera sperryana
Idiocera sperryana là một loài ruồi trong họ Limoniidae. Chúng phân bố ở miền Tân bắc.